# Authezat
Authezat är en kommun i departementet Puy-de-Dôme i regionen Auvergne-Rhône-Alpes i centrala Frankrike. Kommunen ligger i kantonen Veyre-Monton som tillhör arrondissementet Clermont-Ferrand. År 2022 hade Authezat 661 invånare.

## Befolkningsutveckling
Antalet invånare i kommunen Authezat
| Referens: INSEE |